# Adryelson
Adryelson Shawann Lima Silva (Barão de Grajaú, 23 maart 1998), voetbalnaam Adryelson, is een Braziliaans voetballer die sinds 2025 onder contract staat bij Al-Wasl in de Verenigde Arabische Emiraten.

## Clubcarrière
Adryelson sloot zich op dertienjarige leeftijd aan bij de jeugdopleiding van Sport Recife
 In juni 2017 werd Adryelson, die al een paar keer voor het officiële wedstrijden voor het eerste elftal van Sport Recife had gespeeld in de Copa do Brasil en de Campeonato Pernambucano, uitgeleend aan SE Palmeiras, waar hij voor het U20-elftal uitkwam.
Na zijn terugkeer groeide Adryelson geleidelijk uit tot een vaste waarde bij Sport Recife. In het seizoen 2021/22 speelde Adryelson op huurbasis voor Al-Wasl. In juli 2022 verkocht de club hem aan Botafogo FR. Met deze club speelde hij in het seizoen 2023 lang mee voor de landstitel, maar eindigde hij uiteindelijk slechts vijfde in de Série A.
In januari 2024 versierde Adryelson een transfer naar Olympique Lyon, een zusterclub van Botafogo. In september 2024 keerde Adryelson, die in de tweede helft van het seizoen 2023/24 weinig speeltijd had gekregen bij Lyon, op huurbasis terug naar Botafogo. In het najaar van 2024 won Adryelson met Botafogo niet alleen de landstitel die hij in 2023 was misgelopen met de club, maar ook de Copa Libertadores.
In januari 2025 werd Adryelson opnieuw uitgeleend door Lyon, ditmaal aan de Belgische recordkampioen RSC Anderlecht. Anderlecht bedong een aankoopoptie in het huurcontract van de Braziliaan, maar maakte er op het einde van het seizoengeen gebruik van.
Op 16 juli 2025 tekende een contract bij Al-Wasl in de Verenigde Arabische Emiraten.

## Interlandcarrière
In oktober 2023 werd Adryelson door interimbondscoach Fernando Diniz opgeroepen voor de WK-kwalificatiewedstrijd tussen Uruguay en Brazilië. Adryelson, die de geblesseerde Nino verving in de selectie, kwam uiteindelijk niet van de bank in Montevideo.